# 2XKO
2XKO est un jeu vidéo de combat développé et édité par Riot Games. Le jeu propose des combats en deux contre deux avec des personnages de l'univers League of Legends. Sa sortie est prévue sur Microsoft Windows, PlayStation 5 et Xbox Series,.

## Système de jeu
2XKO est un jeu de combat en équipe où les joueurs sélectionnent deux personnages issus de l'univers de League of Legends. Le jeu met l'accent sur le jeu d'équipe stratégique, permettant aux joueurs d'alterner entre leur personnage principal (Point) et leur personnage secondaire (Assist) grâce à un système de relais. Les joueurs peuvent déplacer leurs personnages à l'aide des commandes directionnelles classiques.
Le jeu inclut des esquives, des sauts et des esquives aériennes pour améliorer la mobilité. Le système de contrôle propose des attaques légères, moyennes et lourdes, chaque personnage disposant de coups normaux et spéciaux uniques, exécutables via des combinaisons de boutons spécifiques. Les coups spéciaux s’effectuent en combinant des entrées directionnelles et des boutons d’attaque. Les supers, des attaques puissantes qui consomment une jauge, s’activent en appuyant deux fois vers le bas puis sur un bouton de coup spécial. Le système de relais permet aux joueurs d’échanger entre leurs personnages principal (Point) et secondaire (Assist) grâce à un relais par poignée de main, favorisant ainsi des combos dynamiques et un jeu stratégique. Les joueurs peuvent faire intervenir leur Assist pour un soutien ou basculer vers lui afin de prolonger un combo,.
Le jeu propose différentes options défensives pour enrichir le gameplay. Les joueurs peuvent bloquer les attaques ennemies en maintenant la direction arrière. Le pushblock est une mécanique qui permet de repousser l’adversaire, créant ainsi de l’espace et perturbant son offensive. Les joueurs peuvent aussi parer les attaques, annulant les dégâts et ouvrant des opportunités pour des contre-attaques. Chaque personnage possède des capacités et des styles de jeu distincts : par exemple, Ahri est réputée pour sa mobilité et son contrôle de zone, Darius excelle en combat à mi-distance avec des attaques puissantes et brutales, et Ekko utilise la manipulation du temps pour des mouvements imprévisibles et trompeurs. Le système Fuse permet aux joueurs de personnaliser les synergies et les styles de jeu de leurs duos, augmentant la profondeur stratégique en adaptant la composition de l’équipe à leur style de jeu préféré,. Le jeu offre plusieurs modes, dont le Mode Arcade, où les joueurs affrontent une série d’adversaires contrôlés par l’IA, le Mode Versus, qui permet de s’affronter en local ou en ligne, et le Mode Entraînement, idéal pour s’exercer aux mouvements et aux combos,.

### Personnages
Le jeu propose dix personnages jouables à son lancement, avec des personnages supplémentaires prévus en contenu post-lancement.
En plus des personnages confirmés, Katarina avait été montrée dans les premières images du jeu, mais les développeurs ont ensuite précisé qu’elle ne ferait pas partie du roster de lancement.

## Développement
Initialement annoncé en 2019 sous le nom de Project L, le jeu a ensuite été renommé 2XKO,. Il est développé par Riot Games dans leurs studios de Los Angeles et de la baie de San Francisco, anciennement connus sous le nom de Radiant Entertainment. Sa sortie est prévue sur Microsoft Windows, PlayStation 5 et Xbox Series. Une beta fermée, qui reste disponible jusqu'à la sortie de jeu, est disponible à partir du 9 septembre 2025 sur Windows.